# Việt Tây
Việt Tây (chữ Hán giản thể:越西县, Hán Việt: Việt Tây huyện, nguyên có tên là Việt Tủy (越巂) hay Việt Tủy (越雟)) là một huyện thuộc Châu tự trị dân tộc Di Lương Sơn, tỉnh Tứ Xuyên, Cộng hòa Nhân dân Trung Hoa. Huyện này có diện tích 2257 km2, dân số năm 2004 là 270.000 người. Huyện được chia thành các đơn vị hành chính gồm 5 trấn, 35 hương và 1 hương dân tộc.
- Trấn: Việt Thành, Phổ Hùng, Nãi Thác, Tân Dân, Trung Sở
- Hương: Hà Đông, Tây San, Đại Hoa, Nam Thiến, Đại Thụy, Mã Tha, Tân Hương, Bản Kiều, Ngõa Nham, Mai Hoa, Bạch Quả, Thiết Tây, Lạp Phổ, Nhĩ Giác, Đức Cát, Nhĩ Tải, Bảo Thạch, Lạp Cát, Cống Mạc, Thư Cổ, Đại Đồn, Đinh Sơn, Cổ Nhị, Lạp Thạch, Tứ Cam Phổ, Nhạc Thanh Địa, Ngũ Lý Thiến, Ngoã Phổ Mạc, Ngoã Lý Giác, Ngoã Khúc Giác, Ngoã Khúc Nãi Ô, Y Lạc Địa Bá.
- Hương dân tộc: hương dân tộc Tạng Bảo An.